# Acalypha integrifolia
Acalypha integrifolia é uma espécie de flor do gênero Acalypha, pertencente à família Euphorbiaceae.